# Daystar Canada
Daystar Canada est une chaîne de télévision canadienne chrétienne évangélique spécialisée en langue anglaise appartenant à World Impact Ministries. Son siège est à Vancouver, en Colombie-Britannique. Le média est partenaire avec la chaîne Daystar dont le siège est aux États-Unis.

## Histoire
En 2000, le propriétaire de la chaîne VisionTV, S-VOX, obtient une licence de diffusion auprès du CRTC en décembre 2000 pour The Christian Channel. La chaîne a été lancée le 1er octobre 2005.
Le 26 janvier 2009, S-VOX a annoncé la vente de la chaîne à World Impact Ministries (Peter Youngren) et la vente a été approuvée le 4 mai 2009. De la nouvelle programmation a été ajoutée au cours de l'été et la chaîne est devenue Grace TV le 16 septembre 2009.
En mai 2013, la chaine a conclu un partenariat avec le radiodiffuseur Daystar (en), basé à Dallas aux États-Unis.  Dans cet accord, la majorité de la programmation viendrait de Daystar, avec les 35 % restant fournis par des producteurs canadiens. Le 23 novembre 2013, la chaîne adopte le nom de Daystar Canada.